# Atletismo nos Jogos Olímpicos de Verão de 2024 - 10000 m masculino

Vídeo Oficial

A competição dos 10000 metros masculino do atletismo nos Jogos Olímpicos de Verão de 2024 ocorreu em 2 de agosto de 2024 no Stade de France, em Paris.
A medalha de ouro ficou com o atleta ugandês Joshua Cheptegei, que estabeleceu o novo recorde olímpico com o tempo de 26min43s14. O etíope Berihu Aregawi levou a prata (26m43s44) e o norte-americano Grant Fisher ficou com o bronze (26min43s46).

## Resumo
A prova contava com os três medalhistas da prova em Tóquio: o medalhista de ouro Selemon Barega, o medalhista de prata e recordista mundial Joshua Cheptegei e o medalhista de bronze Jacob Kiplimo. O detentor do melhor tempo do ano, o etíope Yomif Kejelcha, também estava na prova.
A primeira volta terminou com a liderança do atleta francês Jimmy Gressier, seguido de Grant Fisher e Selemon Barega. Na metade de prova, o líder da prova era Berihu Aregawi, com Yomif Kejelcha em segundo e Grant Fisher em terceiro. Faltando um pouco mais de 500 metros para o fim, Joshua Cheptegei assumiu a liderança e a manteve até o final, garantindo a medalha de ouro com o tempo de 26min43s14, quebrando o recorde olímpico de Kenenisa Bekele de 2008. Na reta final, Berihu Aregawi passou de sétimo lugar para a segunda posição, levando a medalha de prata. Grant Fisher ficou com a medalha de bronze. Selemon Barega acabou em sétimo e Jacob Kiplimo em oitavo lugar.

## Histórico
Os 10 000 metros masculino estão presentes no programa de atletismo olímpico desde a edição de 1912.
| Tipo                | Atleta                 | Tempo    | Local             | Data                 |
| ------------------- | ---------------------- | -------- | ----------------- | -------------------- |
| Recorde mundial     | Joshua Cheptegei (UGA) | 26:11.00 | Valência, Espanha | 7 de outubro de 2020 |
| Recorde olímpico    | Kenenisa Bekele (ETH)  | 27:01.17 | Pequim, China     | 17 de agosto de 2008 |
| Melhor marca do ano | Yomif Kejelcha (ETH)   | 26:31.01 | Nerja, Espanha    | 14 de junho de 2024  |

| Área                               | Atleta                      | Tempo    |
| ---------------------------------- | --------------------------- | -------- |
| África                             | Joshua Cheptegei (UGA)      | 26:11.00 |
| Ásia                               | Ahmad Hassan Abdullah (QAT) | 26:38.76 |
| Europa                             | Mo Farah (GBR)              | 26:46.57 |
| América do Norte, Central e Caribe | Grant Fisher (USA)          | 26:33.84 |
| Oceania                            | Jack Rayner (AUS)           | 27:09.57 |
| América do Sul                     | Marílson dos Santos (BRA)   | 27:28.12 |

## Qualificação
Para o evento masculino dos 10 000 metros, o período de qualificação foi entre os dias 1 de julho de 2023 e 30 de junho de 2024. Até 27 atletas poderiam se classificar para essa prova, com um máximo de três atletas por país. O atleta poderia se qualificar para os Jogos Olímpicos caso atingisse o índice olímpico de 27min00s00 ou através do Ranking Mundial de Atletismo.

## Resultados

### Final
A final ocorreu em 2 de agosto, começando às 21h20 (UTC+2).
| Pos.   | Atleta                        | CON                               | Tempo    | Notas                |
| ------ | ----------------------------- | --------------------------------- | -------- | -------------------- |
| 1      | Joshua Cheptegei              | UGA Uganda                        | 26:43.14 | Recorde olímpico     |
| 2      | Berihu Aregawi                | ETH Etiópia                       | 26:43.44 |                      |
| 3      | Grant Fisher                  | USA Estados Unidos                | 26:43.46 | Recorde da temporada |
| 4      | Mohammed Ahmed                | CAN Canadá                        | 26:43.79 | Recorde da temporada |
| 5      | Benard Kibet                  | KEN Quênia                        | 26:43.98 | Recorde pessoal      |
| 6      | Yomif Kejelcha                | ETH Etiópia                       | 26:44.02 |                      |
| 7      | Selemon Barega                | ETH Etiópia                       | 26:44.48 |                      |
| 8      | Jacob Kiplimo                 | UGA Uganda                        | 26:46.39 | Recorde da temporada |
| 9      | Thierry Ndikumwenayo          | ESP Espanha                       | 26:49.49 | Recorde nacional     |
| 10     | Adriaan Wildschutt            | RSA África do Sul                 | 26:50.64 | Recorde nacional     |
| 11     | Daniel Mateiko                | KEN Quênia                        | 26:50.83 |                      |
| 12     | Nico Young                    | USA Estados Unidos                | 26:58.11 |                      |
| 13     | Jimmy Gressier                | FRA França                        | 26:58.67 | Recorde nacional     |
| 14     | Nicholas Kipkorir             | KEN Quênia                        | 27:23.97 |                      |
| 15     | Merhawi Mebrahtu              | ERI Eritreia                      | 27:24.25 |                      |
| 16     | William Kincaid               | USA Estados Unidos                | 27:29.40 |                      |
| 17     | Birhanu Balew                 | BRN Bahrein                       | 27:30.94 | Recorde da temporada |
| 18     | Jamal Abdelmaji Eisa Mohammed | EOR Equipe Olímpica de Refugiados | 27:35.92 | Recorde pessoal      |
| 19     | Isaac Kimeli                  | BEL Bélgica                       | 27:51.52 |                      |
| 20     | Jun Kasai                     | JPN Japão                         | 27:53.18 |                      |
| 21     | Yves Nimubona                 | RWA Ruanda                        | 27:54.12 |                      |
| 22     | Martin Magengo Kiprotich      | UGA Uganda                        | 28:20.72 |                      |
| 23     | Abdessamad Oukhelfen          | ESP Espanha                       | 28:21.90 |                      |
| 24     | Tomoki Ota                    | JPN Japão                         | 29:12.48 |                      |
| —      | Yann Schrub                   | FRA França                        | DNF      |                      |
| —      | Rodrigue Kwizera              | BDI Burundi                       | DNS      |                      |
| —      | Célestin Ndikumana            | BDI Burundi                       | DNS      |                      |
| Fonte: |                               |                                   |          |                      |

Legenda
| Recorde mundial      | Recorde mundial (World record)               |                       | Recorde africano                      | Recorde africano (African) |                                           | Q | Classificado por posição (Qualified) |
| Recorde olímpico     | Recorde olímpico (Olympic record)            | Recorde da América    | Recorde da América (Americas)         | q                          | Classificado por melhor tempo (Qualified) |   |                                      |
| Melhor marca do ano  | Melhor marca do ano (World leading)          | Recorde asiático      | Recorde asiático (Asian)              | DNS                        | Não largou (Did not start)                |   |                                      |
| Recorde nacional     | Recorde nacional (National record)           | Recorde europeu       | Recorde europeu (European)            | DNF                        | Não terminou (Did not finish)             |   |                                      |
| Recorde pessoal      | Recorde pessoal do atleta (Personal best)    | Recorde da Oceania    | Recorde da Oceania (Oceania)          | DSQ / DQ                   | Desclassificado (Disqualified)            |   |                                      |
| Recorde da temporada | Recorde da temporada do atleta (Season best) | Recorde sul-americano | Recorde sul-americano (South America) | NM                         | Sem marca (No mark)                       |   |                                      |